# Supercoppa d'Europa 1980-1981 (hockey su pista)
La Supercoppa d'Europa 1980-1981 è stata la 1ª edizione dell'omonima competizione europea di hockey su pista. Alla manifestazione hanno partecipato gli spagnoli del Barcellona, vincitore della Coppa dei Campioni 1979-1980, e la formazione italiana dell'AFP Giovinazzo, vincitore della Coppa delle Coppe 1979-1980.
A conquistare il trofeo è stato il Barcellona al primo successo nella sua storia.

## Squadre partecipanti
| Club           | Qualificazione                     | Partecipazioni precedenti (il grassetto indica la vittoria) |
| -------------- | ---------------------------------- | ----------------------------------------------------------- |
| Barcellona     | Detentore della Coppa dei Campioni | Esordiente                                                  |
| AFP Giovinazzo | Detentore della Coppa delle Coppe  | Esordiente                                                  |

## Risultati
| Barcellona 11 settembre 1980 | Barcellona | 9 – 4 | AFP Giovinazzo | Palau Blaugrana |